# Leucotela venia
Leucotela venia là một loài bướm đêm trong họ Noctuidae.